# Mission orthodoxe russe de Jérusalem

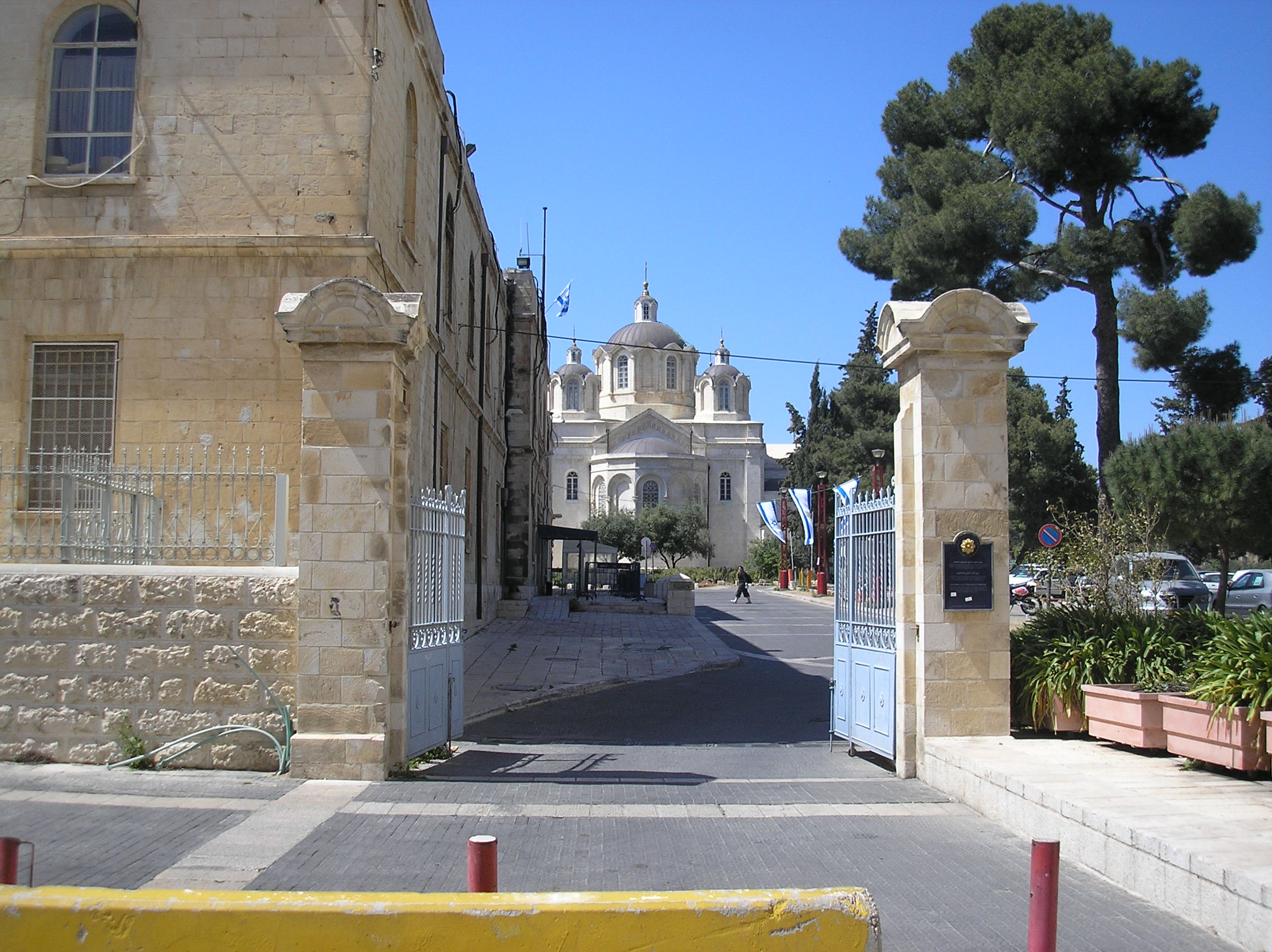
Entrée de la Mission

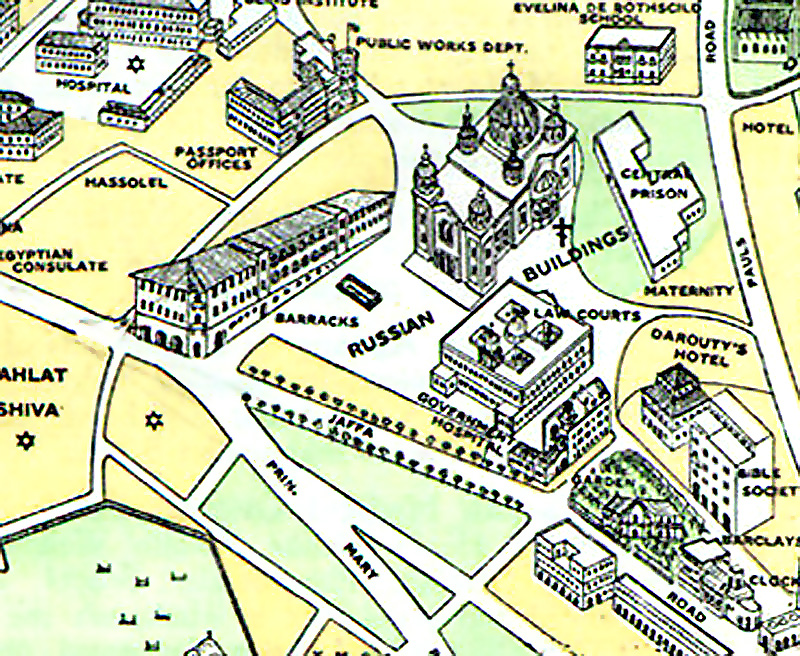
Plan de la Mission russe en 1930

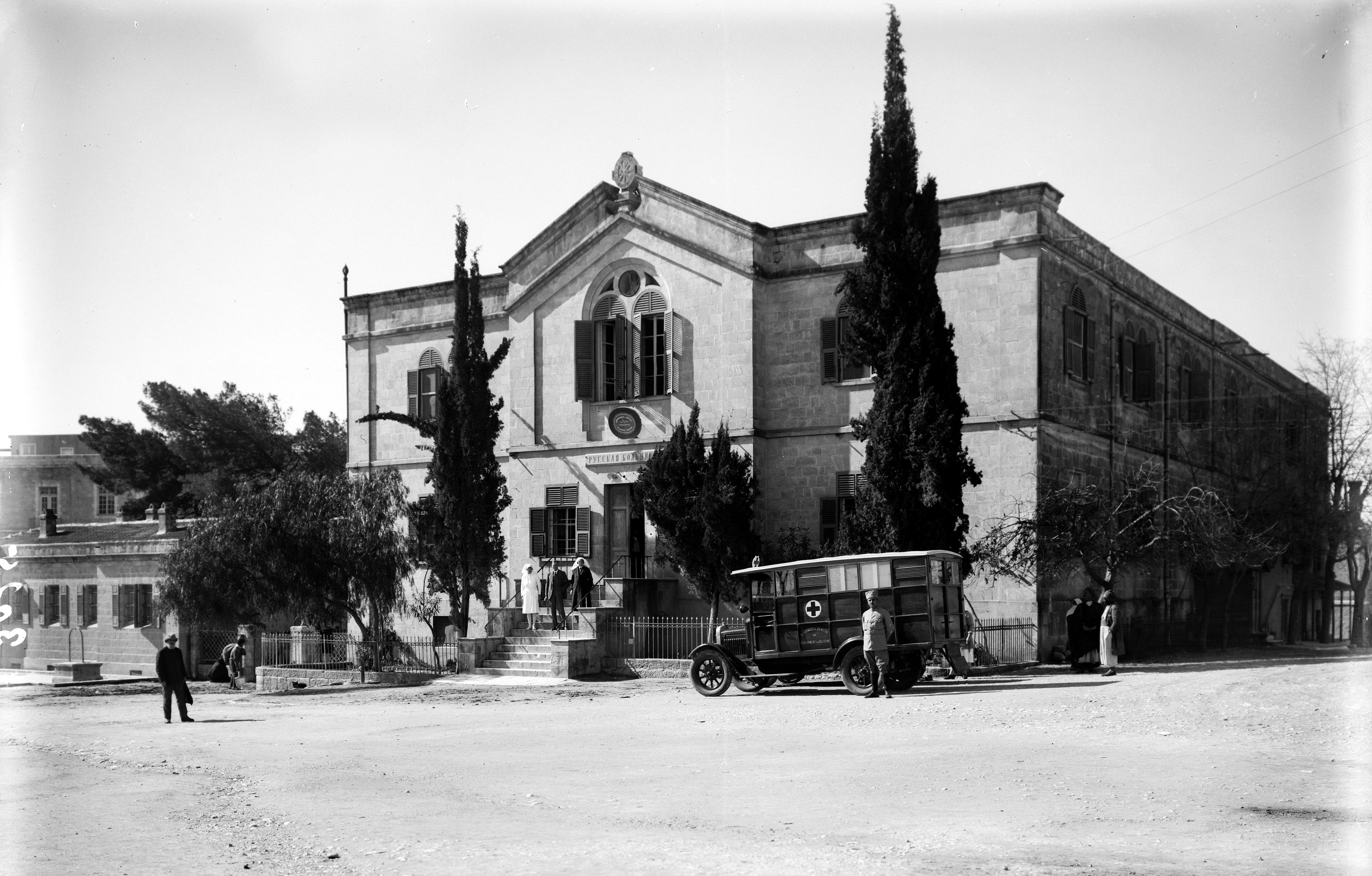
L'hôpital russe vers 1925

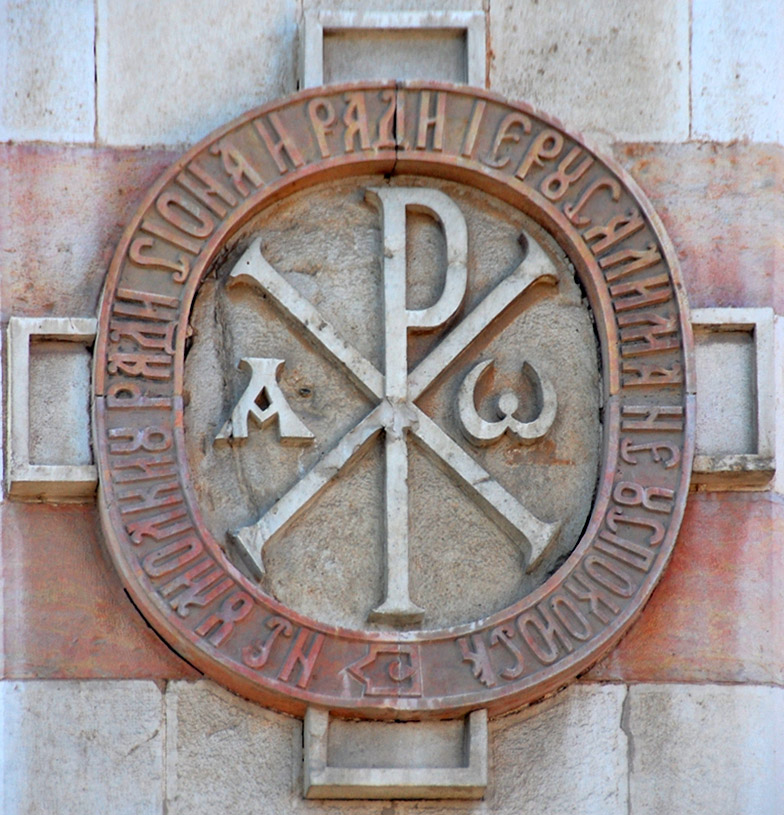
Chrisme, emblème de la Mission russe de Jérusalem

La Mission russe de Jérusalem à côté de la vieille ville de Jérusalem comprend sur une surface de 6,8 hectares, la cathédrale orthodoxe de la Sainte-Trinité, les bâtiments de la Mission et plusieurs édifices construits à l'origine pour accueillir les pèlerins russes-orthodoxes de Terre sainte.

## Histoire
C'est en 1847 qu'est envoyée une première mission ecclésiale organisée par l'archimandrite Porphyre (Ouspensky), mais elle n'est pas reconnue officiellement par le gouvernement de la Sublime Porte qui administre la Palestine. Elle retourne en Russie au moment de la Guerre de Crimée.
Elle est finalement reconnue par l'Empire ottoman en 1857 et arrive en Terre sainte le 31 janvier 1858. Elle fait construire la Mission russe de Jérusalem en 1860 par la Société impériale orthodoxe de Palestine. Ses activités se développent rapidement grâce aux acquisitions entreprises par l'archimandrite Antonin (Kapoustine) (1817-1894).
Elle avait sous sa juridiction 70 édifices religieux et hospitaliers. Les églises russes sont fermées par les autorités ottomanes (alliées de l'Empire allemand) au début de la Première Guerre mondiale, le personnel de la Mission expulsé et les bâtiments occupés par les soldats turcs.
Pendant le Mandat britannique, les bâtiments rendus sont loués et une zone de sécurité est créée par les Britanniques à cet endroit, pour abriter leur administration. La Mission Sainte-Marie est transformée en prison. La Mission russe est prise par la Haganah le 15 mai 1948. L'URSS, ayant reconnu l'indépendance de l'État d'Israël, celui-ci lui donne la propriété des bâtiments russes.
Tous ces bâtiments, à l'exclusion de la cathédrale et d'une maison de la Mission, sont vendus le 17 octobre 1964 par les autorités soviétiques au gouvernement d'Israël pour 3,5 millions de dollars (le prix d'une vente d'oranges, selon les critiques). Cette opération est menée par Golda Meir d'un côté et l'ambassadeur Mikhaïl Bodrov de l'autre. Sont compris dans la vente la Mission Saint-Benjamin, la Mission russe de Nazareth et des terrains à Haïfa, Afoula, Ein Kerem et Kafr-Kanna.
La légalité de cette opération est toujours contestée et des démarches sont régulièrement effectuées pour le retour de ces bâtiments à la Russie.

## Édifices de la Mission de Jérusalem

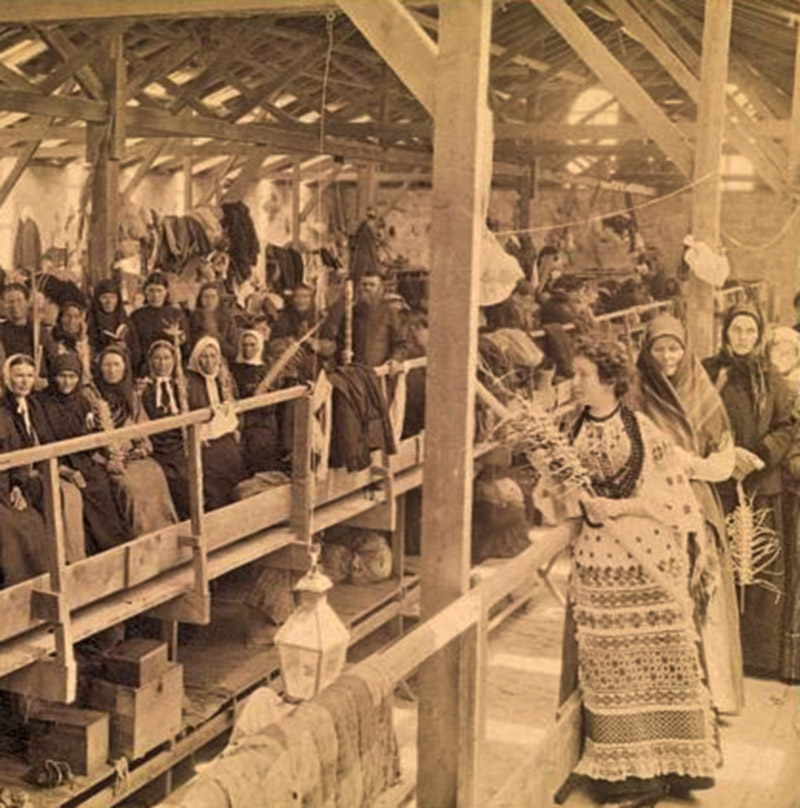
Pèlerins russes de Jérusalem dans les années 1890

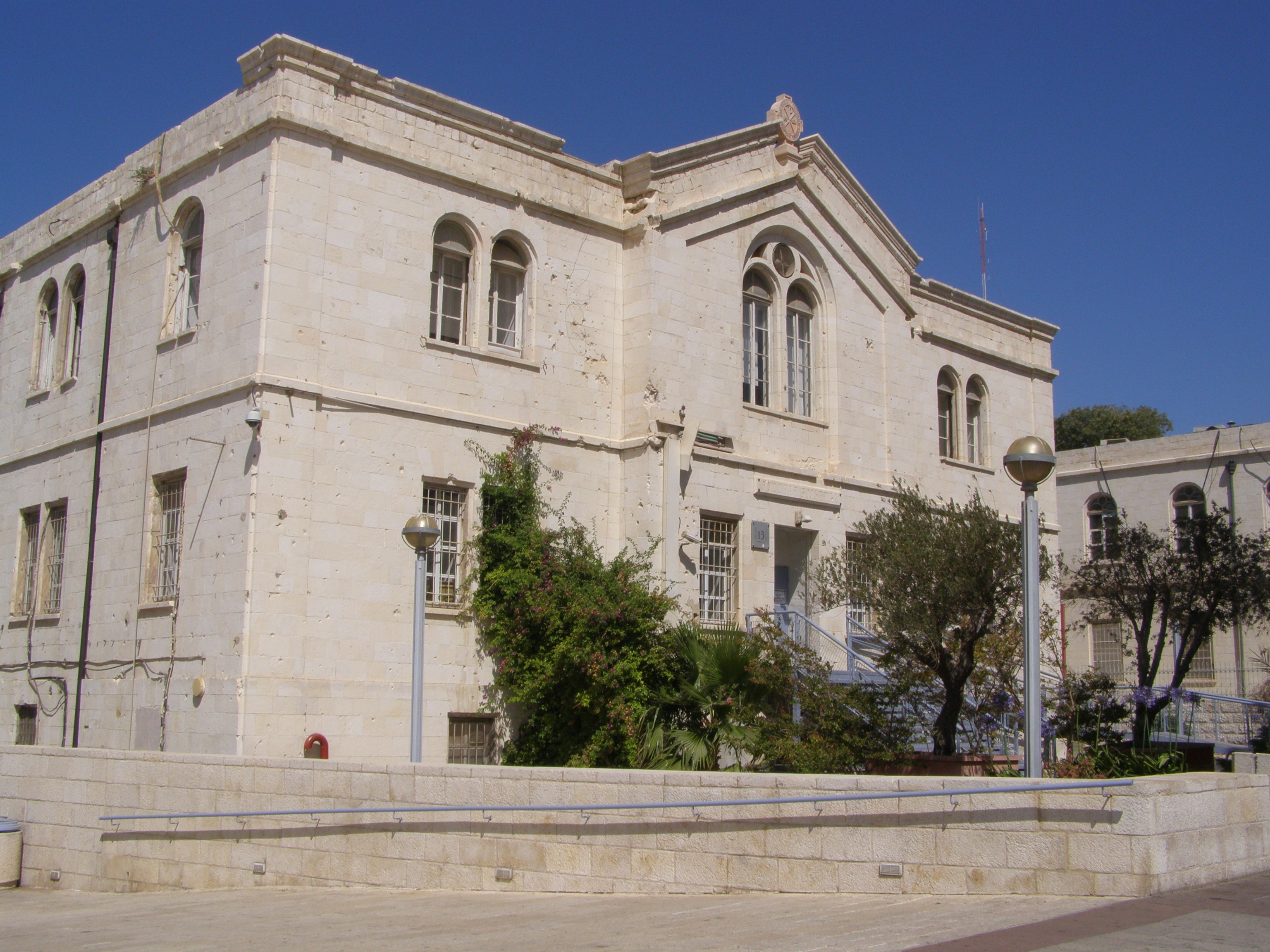
L'ancien hôpital russe aujourd'hui

- Cathédrale de la Sainte-Trinité de Jérusalem ;
- Bâtiments de la Mission (1863), ancien hospice et siège de la Mission : occupés par la Justice de paix de Jérusalem, avec un bureau laissé à la Mission ;
- Mission Saint-Nicolas (1903), ancienne hôtellerie pouvant accueillir 1 200 pèlerins: occupée aujourd'hui par la police de Jérusalem ;
- Mission Sainte-Élisabeth (1864), ancienne hôtellerie pour hommes pouvant accueillir 300 pèlerins: occupée par une prison d'isolement ;
- Mission Sainte-Marie (1864), ancienne hôtellerie pour femmes : occupée par le musée de la Haganah ;
- Hôpital russe: occupé par la Mairie de Jérusalem ;
- Consulat général de Russie (1860): annexe de la Mairie de Jérusalem ;
- Mission Saint-Serge de Jérusalem (1890): ancien ministère de l'agriculture israélien, rendu à la Russie en février 2009 ;
- la Moscobiyya (en), une prison et un centre d’interrogatoire israélien, où des abus tels que viol d’une prisonnière, ont été rapportés[1].

## Situation de la mission russe en Terre Sainte

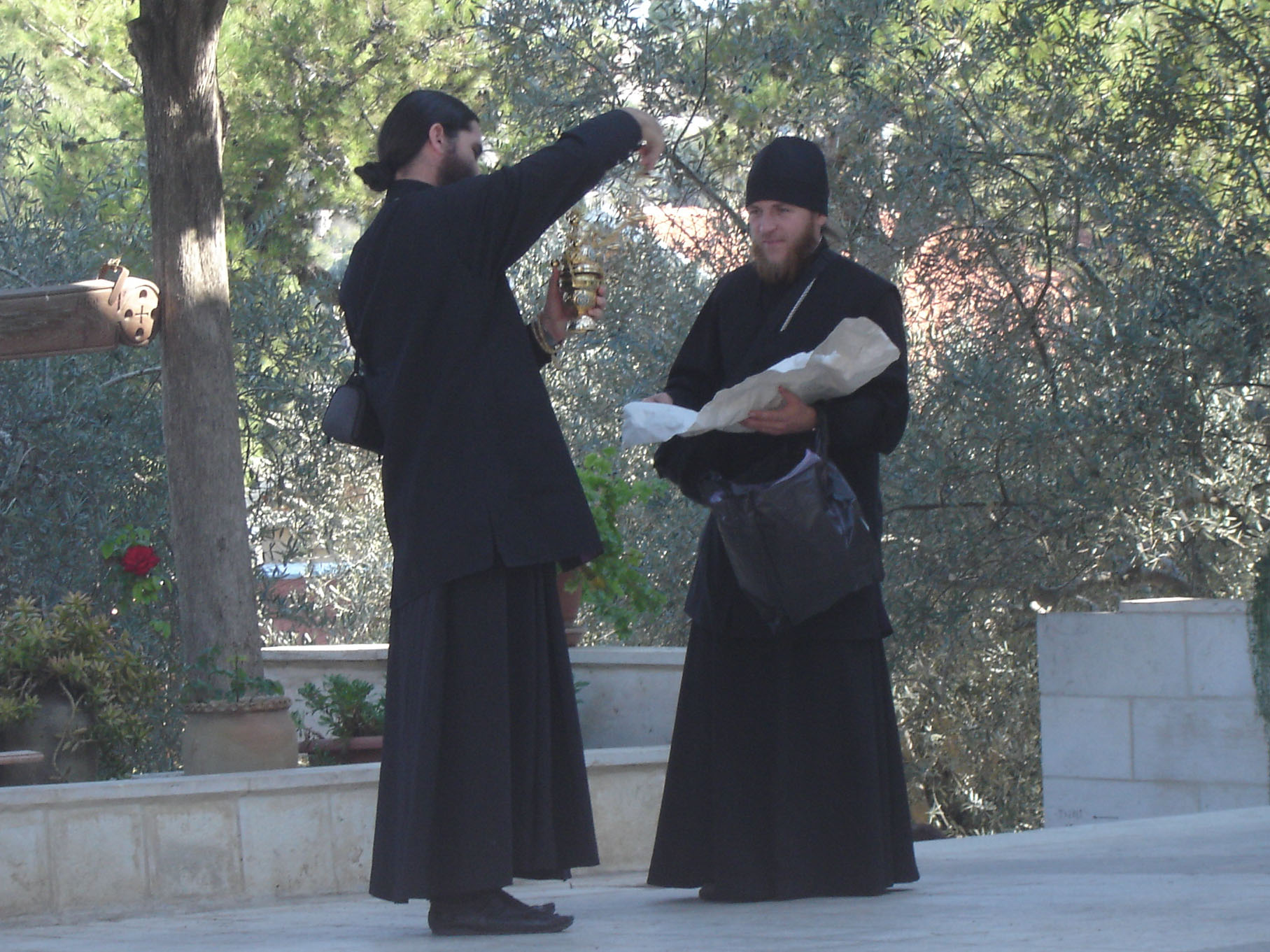
Au monastère d'Ein Kerem

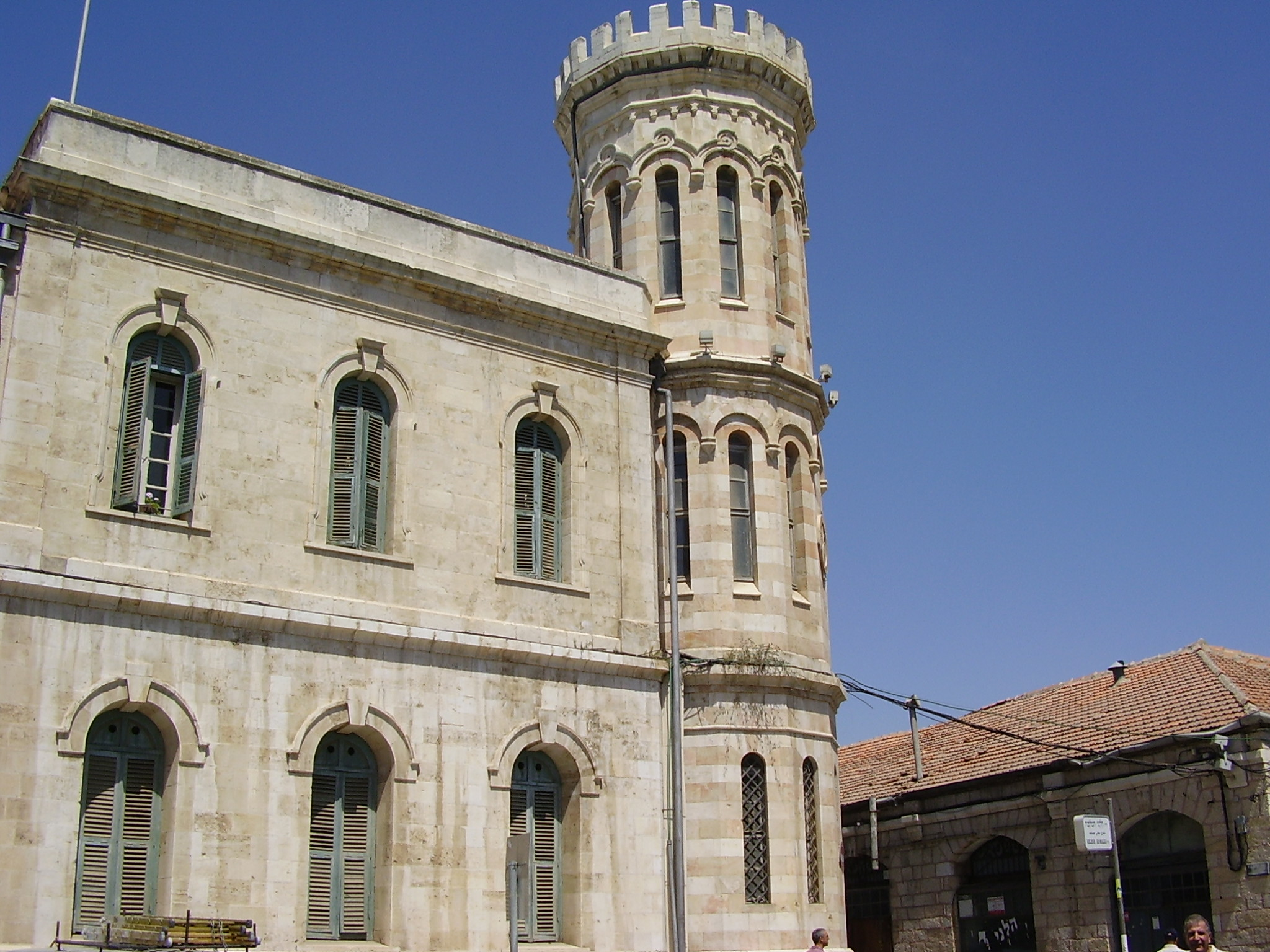
Tour d'angle de la mission Saint-Serge

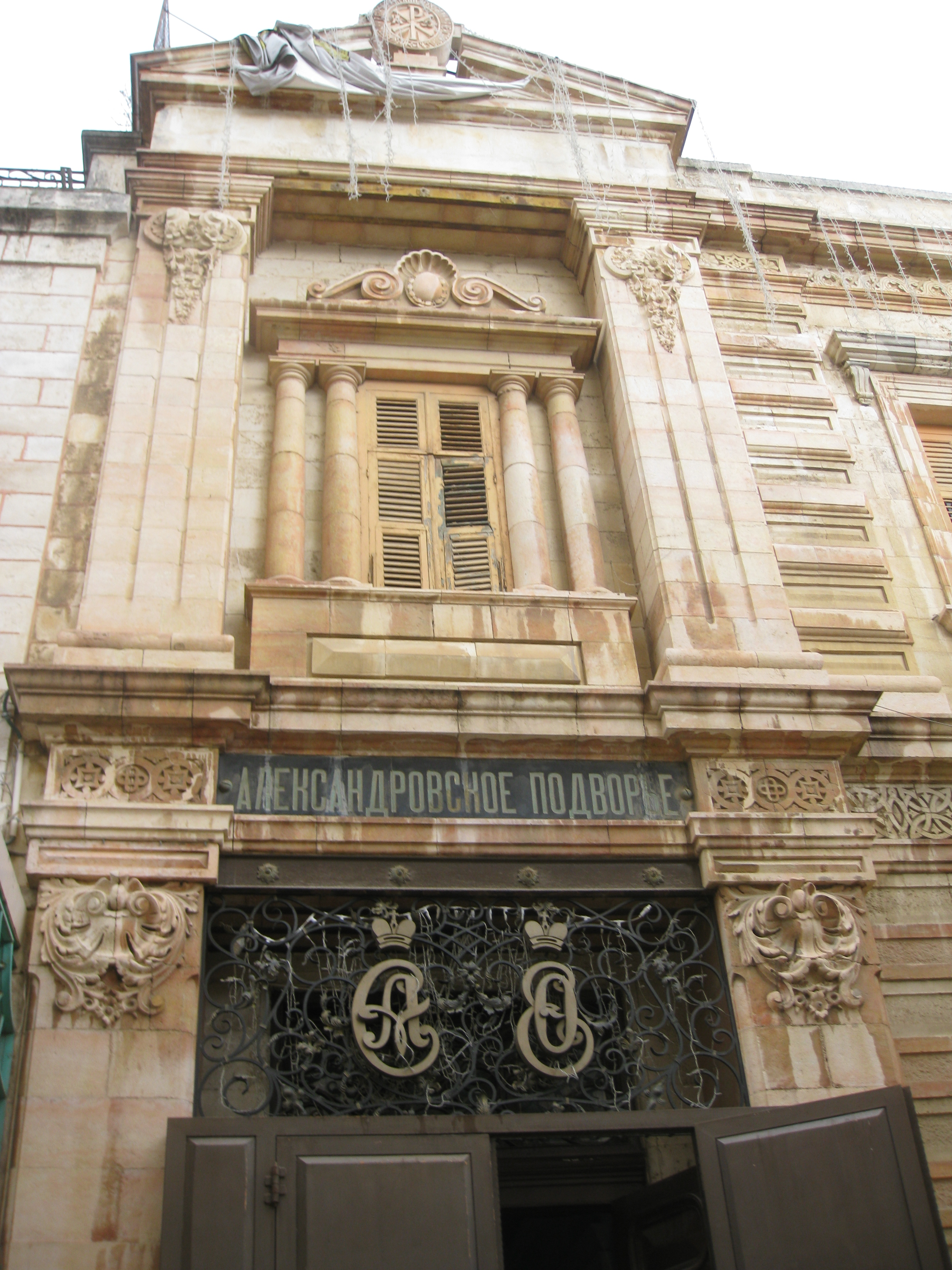
Entrée de la mission Saint-Alexandre de Jérusalem qui n'appartient plus à la mission russe de Terre Sainte

Aujourd'hui (en 2010) les activités missionnaires et d'accueil de l'orthodoxie russe en Terre Sainte sont le fait de deux organisations qui ont retrouvé l'unité canonique en 2007:
- La mission de l'Église orthodoxe russe, dirigée par l'archimandrite Isidore (Minaïev). Elle possède les établissements suivants:
  - Cathédrale de la Sainte-Trinité de Jérusalem
  - Mission Saint-Serge de Jérusalem
  - Monastère de la Sainte-Trinité d'Hébron
  - Église de l'apôtre Pierre de Jaffa
  - Monastère orthodoxe d'Ein Kerem
- La mission de l'Église orthodoxe russe hors frontières qui possède deux établissements à Jérusalem: le monastère de l'Ascension du Mont des Oliviers (siège de la mission) et le monastère Sainte-Marie-Madeleine, ainsi que l'ermitage de Saint-Chariton où vit un moine.
- La Mission Saint-Alexandre de Jérusalem où se trouvait le siège de la Société impériale orthodoxe de Palestine a rompu en 1986 les liens canoniques avec l'Église orthodoxe russe hors frontières, et n'est reconnue ni par elle, ni par l'Église orthodoxe russe.

## Chefs de la mission russe en Terre Sainte

### 1847-1918
- Archimandrite Porphyre (Ouspensky): 31 juillet 1847-1854
- Évêque Polycarpe (Radkevitch): 24 mars 1857-30 août 1857
- Évêque Cyrille (Naoumov): 1er septembre 1857-1864
- Archimandrite Léonide (Kaveline): 1864-1865
- Archimandrite Antonin (Kapoustine): 1865-1894
- Archimandrite Arsène (Izotov): 1894 (démissionne)
- Archimandrite Raphaël (Troukhine): 1894-1899
- Archimandrite Alexandre (Golovine): 1899-1903
- Archimandrite Léonide (Sentsov): 1903-1918

### Église orthodoxe russe hors frontières
- Archimandrite Mélète (Rozov): 1918-1923
- Archimandrite Jérôme (Tchernov): 1923-1924
- Archimandrite Mélète (Rozov): 1924-1928
- Archimandrite Cyprien (Kern) (ru) : novembre 1928-1930
- Hiéromoine Athanase (Petrov): peu de temps
- Archimandrite Mélète (Rozov): quelque temps
- Archimandrite Antoine (Sinkevitch): 1933-1951
- Archimandrite Dimitri (Biakay): 1951-1968
- Archimandrite Antoine (Grabbe): 1968-1986
- Archimandrite Alexis (Rosentool): 1988-1992
- Higoumène Nicolas (Youkhos): mai 1992-novembre 1993
- Archimandrite Théodose (Clare): 1993-1995
- Archimandrite Bartholomée (Vorobiov): 1995-1997
- Higoumène Alexis (Biron): 1997-2000
- Archimandrite Pierre (Loukianoff): 2000-2002
- Higoumène Andronic (Kotliarov): 2002-2007
- Archimandrite Joasaph (McLellan): 2007-2009
- Archimandrite Tikhon (Amelchenya): 2010-2012
- Archimandrite Roman (Krassovsky): 2012 -

### Église orthodoxe russe à partir de 1948

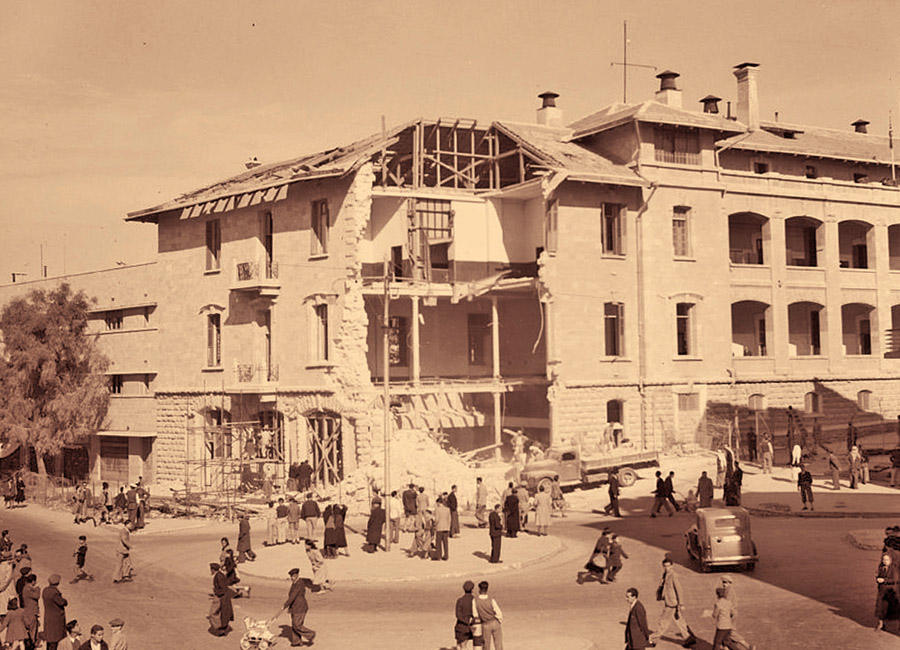
Attentat à la bombe en 1945 dans l'ancienne mission Saint-Nicolas (devenue siège de la police britannique)

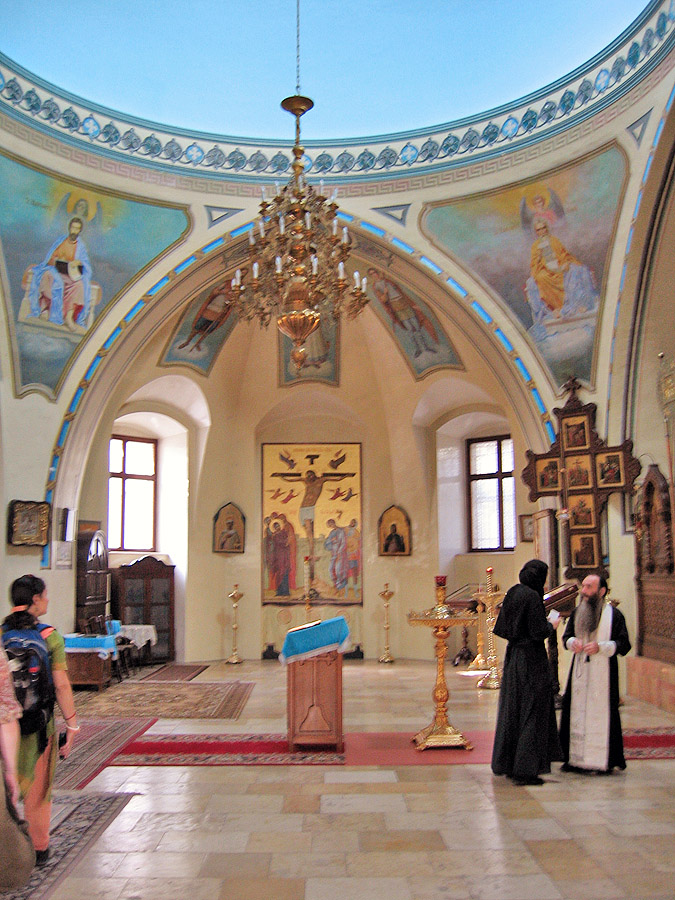
Chapelle de la mission russe

- Archimandrite Léonide (Kobatchev): 1948-1950
- Archimandrite Vladimir (Kobets): 1950-1951
- Archimandrite Polycarpe (Priymak): 1951-1955
- Archimandrite Cyprien (Zernov): 1955-1956
- Archimandrite Pimène (Khmelevski): 1956-1957
- Archimandrite Nicodème (Rotov): 1957-1959
- Archimandrite Nicodème (Rousnak): 1959-1961
- Archimandrite Bartholomée (Gondarovski): 1961-1963
- Archimandrite Juvénal (Poïarkov): 1963-22 décembre 1964
- Archimandrite Hermogène (Orekhov): 22 décembre 1964-25 novembre 1966
- Archimandrite Antoine (Zavgorodny): 1967-1970
- Archimandrite Jérôme (Zinoviev): 1970-1972
- Archimandrite Clément (Tolstikhine): 1972-1974
- Archimandrite Séraphin (Tikhonov): 1974-1977
- Archimandrite Nicolas (Chkroumko): 1977-1982
- Archimandrite Pantéleimon (Dolganov): 1982-1986
- Archimandrite Paul (Ponomariov): 1986-1988
- Archimandrite Nicétas (Latouchko): 1988-1993
- Archimandrite Théodose (Vasnev): 1993-2002)
- Archimandrite Élisée (Ganaba): 2002-2006
- Archimandrite Tikhon (Zaïtsev): 2006-2009
- Archimandrite Isidore (Minaïev): 31 mars 2009 à aujourd'hui

## Liens externes

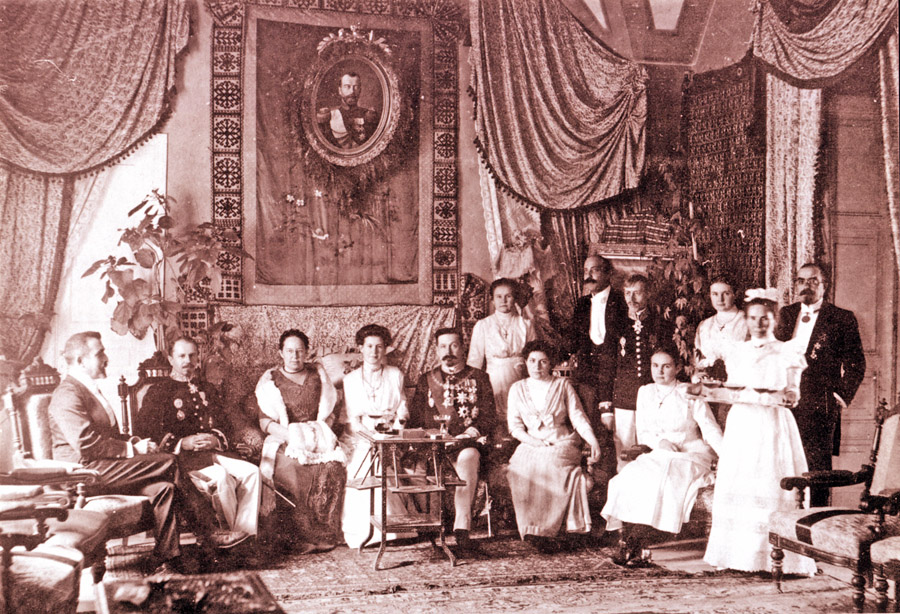
Le salon du consulat russe de Jérusalem vers 1900

## Sources
1. ↑  Équipe d’enquêtes internationales de CNN, « The US held off sanctioning this Israeli army unit despite evidence of abuses. Now its forces are shaping the fight in Gaza », CNN, 13 juillet 2024.

- (ru) Cet article est partiellement ou en totalité issu de l’article de Wikipédia en russe intitulé « Русское подворье в Иерусалиме » (voir la liste des auteurs).